# Francisco José Jattin Safar
Francisco José Jattin Safar (Santa Cruz de Lorica, 1938-Santa Cruz de Lorica,[cita requerida] 15 de mayo de 2009) fue un político y diplomático colombiano.

## Biografía
Se desempeñó como representante de la Cámara de Córdoba, donde fue presidente de la Cámara durante tres mandatos. Fue embajador de Colombia en Panamá en 1991. Fue senador de Colombia de 1994 a 1996, cuando perdió su asiento en el Congreso por su conexión con el proceso 8000. 

## Familia
Es padre de la política colombiana Zulema Jattin.